# 普里維利內 (巴什坦卡區)
47°29′13″N 32°17′31″E / 47.48694°N 32.29194°E
普里維利內（烏克蘭語：Привільне），是位於烏克蘭南部的村莊，由尼古拉耶夫州巴什坦卡區的普里維利內市鎮負責管轄，始建於1673年，面積6平方公里，海拔高度66米，2001年人口2,659，人口密度每平方公里443.2人。